# Равнище
 Тази статия е за селото в България.  За квартала на София вижте Равнище (квартал).  
Равнище е село в Западна България. То се намира в Община Правец, Софийска област.

## География
Югоизточни склонове на масива Драгойца (957 м.н.в.). Нископланински пояс, гори от космат дъб, благун и цер, съобщества от келяв габър.

## История
Старо селище, крайпътни станции, тракийски надгробни могили, римски път, гръцко поселение, артефакти от епохата на Филип Македонски и др. Вероятно и тържище с местно значение. Според по възрастните хора в селото, когато България е под турско робство на местността “Града” е имало селище което е било последното място превзети то турците в областта.За да го превземат турците пуснали кон, койте не бил пил вода от една седмица и намерил водопровода на селцето, турците спрели водата и така Българите били принудени да се прададат.
На 17 май 1928 г. е основано основното читалище „Пробуда“ („Димитър Грънчаров“) в с. Равнище. Инициатори за неговото учредяване са учителите. Още в самото начало е подредена малка бибилиотека с читалня в частна къща – бозаджийницата на Иван и Марин Маркови. Дейността на читаището най-вече се изразява в организиране и провеждане на вечеринки, представления, сказки. В селото също така е било развито земеделието и животновъдство. В ТКЗС-то е имало и шивашки цех, мандра, дърводелски цех.Селото не малко време е било едно цяло със село Видраре.

## Културни и природни забележителности
Редки растения – дагениев скален копър, орхидеи. Карстови скални венци, извори.В селото на местността “Града” намираща се на планината над селото все още се намират останки от турски оръжия и златни монети от римско време

## Редовни събития
- Тодоровден